# Lyssa
Lyssa (Szał) (gr. Λύσσα Lýssa, łac. Ira, Furor) – w mitologii greckiej bóstwo i uosobienie szału oraz gwałtownej, nieopanowanej wściekłości.
Uchodziła za córkę Nyks i Uranosa (poczęta z jego krwi). Była służącą Hery, na jej polecenie zesłała na Heraklesa szał, w którym pozabijał swoje dzieci. Przedstawiano ją z wężami we włosach.